# Koprzywnica
Koprzywnica este un oraș în Polonia.